# Iwan Manschura

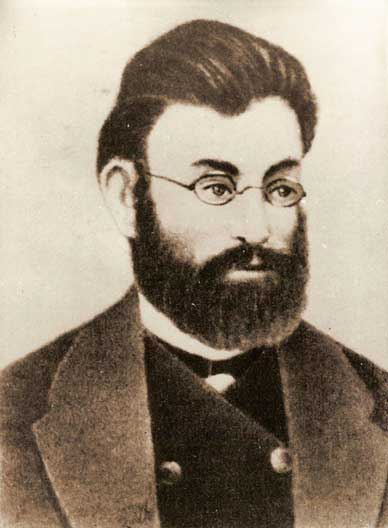
Iwan Manschura

Iwan Iwanowytsch Manschura (Pseudonym Іван Калічка Iwan Kalitschka; * 20. Oktoberjul. / 1. November 1851greg. in Charkow, Gouvernement Charkow, Russisches Kaiserreich; † 3. Maijul. / 15. Mai 1893greg. in Jekaterinoslaw, Gouvernement Jekaterinoslaw, Russisches Kaiserreich) war ein ukrainischer Ethnograph, Folklorist, Übersetzer und Dichter.

## Leben
Iwan Manschura kam als Sohn eines kleinen Beamten in Charkow, dem heutigen Charkiw in der Ukraine, zur Welt. Er verlor früh seine Mutter und lebte zunächst bei seinem Vater, ab 1865 bei seiner Tante, der Ehefrau von Alexander Potebnja. In Charkiw besuchte er ein Gymnasium, bis er dort, wie auch am Veterinärinstitut in Charkiw, das er von 1870 bis 1872 als freier Zuhörer besuchte, als „unzuverlässig“ ausgeschlossen wurde, was ihm auch das Recht nahm, eine andere Hochschule zu besuchen. 
Anschließend lebte er in und um Jekaterinoslaw, der heute ukrainischen Stadt Dnipro, und übte unterschiedliche Tätigkeiten aus. Auf langen und weiten Wanderungen kam er mit Menschen der unterschiedlichsten Bevölkerungsschichten zusammen und studierte ihre Lebensweise und ihr Brauchtum, was der Startpunkt zu seiner folkloristischen und ethnographischen Tätigkeit war. 1891 wurde er Mitglied der Moskauer Gesellschaft für Naturforscher, Anthropologie und Ethnographie.
1876 ließ er sich als Freiwilliger im Russisch-Osmanischen Krieg für den Kampf gegen die Türken in Serbien anwerben, aus dem er verwundet zurückkehrte. Nach seiner Rückkehr arbeitete er von 1884 an als Journalist für die lokale Presse in Jekaterinoslaw.
Nachdem er sich als Folklorist und Ethnograph in kulturellen und wissenschaftlichen Kreisen einen Namen gemacht hatte, publizierte er 1885 seine ersten Dichtungen in der Zeitung Steppe (Степь). Seine Sammlung von Märchen und Sammlung von kleinrussischen Liedern veröffentlichte er 1889 bei der Charkower Historischen und Philologischen Gesellschaft, in die er bereits 1887 als ordentliches Mitglied aufgenommen wurde und die 1890 seine wertvolle Folklorensammlung Erzählungen, Sprichwörter usw. (Сказки, пословицы и т. п.) veröffentlichte.
1889 erschien in Sankt Petersburg seine Gedichtsammlung „Episch-lyrische Volkslieder der Steppe“ (Степові думи та співи Stepowi dumy ta spiwy), die unter anderem 34 lyrische Gedichte enthielt.
Er starb 41-jährig in Jekaterinoslaw und wurde im späteren „Sewastopoler Park“ bestattet, wo ein ihm gewidmetes Denkmal am 23. Januar 1970 eröffnet wurde.

## Werk
Manschura hinterließ ein großes folkloristisches Erbe. Mychajlo Drahomanow und Wolodymyr Antonowytsch publizierten seine Aufzeichnungen über mündliche Folklore von 1875 in ihrer Sammlung historischer Lieder und auch bei Alexander Potebnja, Nikolai Sumzow und Iwan Franko fanden seine Arbeiten auf dem Gebiet der Ethnographie und der Folklore Anerkennung.
Er war zudem als Übersetzer aus dem Russischen und Deutschen in die ukrainische Sprache tätig. So übersetzte er Bücher von Heinrich Heine, Jakow Polonski und Nikolai Nekrassow.
Außerdem schrieb er insgesamt mehr als fünfzig lyrische Werke, darunter sein bedeutendstes poetisches Werk, das 1890 erschienene Märchengedicht Тремсин-богатырь Tremsin-Bogatyr, eine Geschichte, die das bunte Leben der Saporoger Kosaken beschrieb.